# الغزوات المغولية في الأناضول
لقد حدثت الغزوات المغولية في الأناضول في أوقات مختلفة بدءًا بالحملة بين عامي 1241-1243 والتي بلغت ذروتها في معركة كوسا داغ (جبل كوسا). قوة عظمة قد أظهرها المغول في الأناضول بعدما استسلموا السلاجقة في عام 1243 حتى سقوط إلكهاناتي في عام 1335.
ولقد اكتسح المغول وسط وشرق الأناضول بسبب تمرد السلطان السلجوقي عدة مرات في عام 1255. ولقد تموقع حامية الكهاناتا بالقرب من أنقرة. ويعتبر أحيانا غزو التيمور هو أخر غزو للمغول للأناضول. يمكن رؤية بقايا التراث الثقافي للمغول إلى الآن في تركيا ومن ضمنها قبور حاكم المغول وابن هولاكو. ومع حلول نهاية القرن الرابع عشر قامت البيليك الأناضولية ببسط السيطرة على معظم منطقة الأناضول بسبب انهيار السلالة الحاكمة للسلاجقة في روم. ولقد كان البيلك التركمان تحت سيطرة المغول خلال فترة تزعزع السلاطين السلاجقة. لم يقم البيليك بصك العملات المعدنية بأسماء قادتهم بينما ظلوا تحت سيطرة الإلكهانيدس. عثمان الأول هو أول حاكم عثماني قام بصك العملات المعدنية باسمه في عشرينات القرن الثالث عشر. ولهذا السبب تحوي النقش الكتابي (لقد صكت هذه العملة من قبل عثمان ابن أرطغرل) ومن الممكن اعتبار أن العثمانيين قد أصبحوا مستقلين عن الخانات المغول بما أن صك النقود كانت أحد الامتيازات طبقا للتقاليد الإسلامية من اجل أن تكون مستقلة فقط.

## العلاقات المبكرة
في القرن الثاني عشر، أعادت الإمبراطورية البيزنطية السيطرة على غرب وشمال الأناضول. تم تأسيس دولتين خليفتين للإمبراطورية البيزنطية وهم: إمبراطورية نيقية و‌ديسبوتية إبيروس بعد أن نُهبت القسطنطينية عام 1204 من قبل الصليبين اللاتينيين. والإمبراطورية الثالثة هي إمبراطورية طرابزون قد تم إنشاءها قبل بضع أسابيع من نهب القسطنطينية من قِبل ألكسيوس الأول من طرابزون. ومن ضمن هذه الدول الخليفة الثلاثة كانت طرابزون ونيقية تقع بالقرب من الإمبراطورية المغولية. وإدارة الأناضول كانت مقسومة بين الدول اليونانية والسلطنة السلجوقية للرم في حين أن زمام الحكم كانت في حالة ضعف بالنسبة للدولة البيزنطية.
الإمبراطورية المغولية احتلت بلاد فارس في عام 1230 وأصبح جورماغون القائد العسكري. لم يكن هناك عداء بينها وبين السلاجقة الأتراك. لقد قام قيقباد الأول وخليفه المباشر كيخسرو الثاني باليمين على إقطاعية بمبلغ على الأقل من أجل دفع رمزي لأوقطاي خان. ولقد توفي أوقطاي خان في عام 1241 وحينها اغتنم كيخسرو الفرصة من أجل التنصل من دفع الإقطاعية خاصته مؤمنًا بأنه قوي كفاية ليقاوم المغول. وقام خليفة جورغامان بايجو نويان باستدعائه من أجل تجديد طاعته بقوله: اذهب إلى دولة المغول بنفسك وقم بإعطاء الإقطاعية وأظهر الولاء لالداروغاتشي المغولي. وعندما قام السلطان بالرفض أعلن بايجو الحرب عليه. وغزا السلاجقة مملكة جورجيا التابعة للإمبراطورية المغولية.

## سقوط أرضروم
هاجم جيش بايجو أرضروم بسبب تمرد كيخسرو عام 1241. ولقد طالبه بايجو قبل الهجوم بالخضوع، إهان سكان المدينة المبعوث المغولي الذي أرسله. فحاصرها المغول منذ أن قررت المدينة مقاومة الدبلوماسية المغولية وتحديها، فقام المغول بمحاصرتها. وفي غضون شهرين، استولى المغول على كارين وعاقبوا سكانها. وبعد علمه لقوة السلاجقة في الأناضول عاد بايجو إلى سهل موغان دون التقدم أكثر.